# Voleibol nos Jogos da Lusofonia de 2009
O voleibol nos Jogos da Lusofonia de 2009 foi disputado no Complexo Desportivo Municipal do Casal Vistoso em Lisboa, Portugal, entre 10 e 12 de julho de 2009. Foi o único esporte com eventos programados antes da abertura oficial dos jogos, com um partida do torneio feminino.
Três equipes disputaram o torneio feminino, o que garantiu medalhas a todas as equipes, e quatro disputaram o torneio masculino.

## Calendário
| Voleibol  | Julho | Julho | Julho | Julho | Julho | Julho | Julho | Julho | Julho | Julho |
| Voleibol  | 10    | 11    | 12    | 13    | 14    | 15    | 16    | 17    | 18    | 19    |
| --------- | ----- | ----- | ----- | ----- | ----- | ----- | ----- | ----- | ----- | ----- |
| Masculino |       |       | 1     |       |       |       |       |       |       |       |
| Feminino  |       |       | 1[a]  |       |       |       |       |       |       |       |

|  | Dia de competição |  | Dia de final |

a. ^  O torneio feminino não teve uma final, mas a última rodada da fase única foi disputada no dia.

## Medalhistas
| Evento    | Ouro | Prata | Bronze |
| --------- | --- | --- | --- |
| Masculino | POR Portugal Nuno Pereira Marcel Gil Ivo Casas Carlos Coelho Ricardo Silva Hugo Faria Alexandre Ferreira Nuno Silva Miguel Rebelo Phelipe Martins Hugo Oliveira Pedro Figueiredo       | MAC Macau Pak Tou Chan Chou Pui Kan Hong Lek Leong Chon Kit Lei Hou Man Ma Ka Ho Leong Ka Hei Chan Lok Hang Lam On Tek Leong Ip Tang Fong I Kit Leong               | CPV Cabo Verde Heriberto Gomes Gerson Pereira Valter da Luz Célio Silva Amílcar Silva Américo Lopes Fretson Alves Adilson Landim Danildo Dinis Nilton Pina Ivaldo Fonseca Valdir Reis                        |
| Feminino  | POR Portugal Renata Guerreiro Marta Esteves Joana Abreu Fabíola Gomes Eduarda Duarte Vanessa Rodrigues Ana Couto Viviane Isidoro Joana Resende Aline Timm Catarina Martins Marta Hurst | MAC Macau Cheok Weng Lei Sin Kuan Lei Weng Si Lei Sin Teng Lok Chi Lan Leung Sio Cheng Hong Nga Tat Ng Un Lok Sio Ka Lei Leong Hio San Wong Un Leng Ao Wai Man Tang | IND Índia Milagrina Mascarenhas Shamal Gauncar Synora Rodrigues Betty D'Silva Clarissa Rodrigues Melinda Pereira Kinberly Fernandes Melisa Pereira Monica Almeida Queency Rebello Sally Telles Penny Rebello |

## Torneio masculino
Cabo Verde, Índia, Macau e Portugal disputaram o torneio masculino, que teve uma fórmula de disputa simples. As quatro equipes participantes se cruzaram em jogo único na fase preliminar, com os vencedores avançando a disputa da medalha de ouro e os perdedores a disputa pelo bronze.
|  | Preliminar                | Preliminar                |   |                           | Disputa da medalha de ouro   | Disputa da medalha de ouro |  |
|  |                           |                           |   |                           |                              |                            |  |
|  | 11 de julho, 2009 - 10:00 |                           |   |                           |                              |                            |  |
|  | CPV Cabo Verde            | 1                         |   |                           |                              |                            |  |
|  | MAC Macau                 | 3                         |   |                           |                              |                            |  |
|  |                           |                           |   |                           |                              |                            |  |
|  |                           |                           |   |                           | 12 de julho, 2009 - 17:00    |                            |  |
|  |                           |                           |   |                           | MAC Macau                    | 0                          |  |
|  |                           | POR Portugal              | 3 |                           |                              |                            |  |
|  |                           |                           |   |                           |                              |                            |  |
|  |                           |                           |   |                           |                              |                            |  |
|  |                           |                           |   |                           | Disputa da medalha de bronze |                            |  |
|  | 11 de julho, 2009 - 14:30 | 11 de julho, 2009 - 14:30 |   | 12 de julho, 2009 - 10:00 | 12 de julho, 2009 - 10:00    |                            |  |
|  | IND Índia                 | 0                         |   | CPV Cabo Verde            | 3                            |                            |  |
|  | POR Portugal              | 3                         |   |                           | IND Índia                    | 1                          |  |

### Preliminar
| 11 de julho de 2009 10:00 Relatório | Cabo Verde  | 1 – 3                         | Macau | Complexo Desportivo Municipal do Casal Vistoso |
| 11 de julho de 2009 10:00 Relatório | 25 22 23 16 | Set 1 Set 2 Set 3 Set 4 Set 5 | 17 25 | Complexo Desportivo Municipal do Casal Vistoso |

| 11 de julho de 2009 14:30 Relatório | Índia | 0 – 3                         | Portugal | Complexo Desportivo Municipal do Casal Vistoso |
| 11 de julho de 2009 14:30 Relatório | 19 12 | Set 1 Set 2 Set 3 Set 4 Set 5 | 25 25    | Complexo Desportivo Municipal do Casal Vistoso |

### Disputa pelo bronze
| 12 de julho de 2009 10:00 Relatório | Cabo Verde | 3 – 1                         | Índia       | Complexo Desportivo Municipal do Casal Vistoso |
| 12 de julho de 2009 10:00 Relatório | 24 25      | Set 1 Set 2 Set 3 Set 4 Set 5 | 26 22 17 13 | Complexo Desportivo Municipal do Casal Vistoso |

### Disputa pelo ouro
| 12 de julho de 2009 17:00 Relatório | Macau    | 0 – 3                         | Portugal | Complexo Desportivo Municipal do Casal Vistoso |
| 12 de julho de 2009 17:00 Relatório | 18 20 14 | Set 1 Set 2 Set 3 Set 4 Set 5 | 25 25    | Complexo Desportivo Municipal do Casal Vistoso |

## Torneio feminino
Índia, Macau e Portugal disputaram o torneio feminino, com sistema de disputa diferente do masculino, mas igualmente simples. As três equipes se enfrentaram em grupo único, conquistando a medalha de ouro a equipe com o maior número de pontos. Devido ao número de equipes participantes, todas receberam medalhas.

### Fase única
| Pos. | Equipe       | Pts | J | V | D | SP | SC | SA    | PP  | PC  | PA    |
| ---- | ------------ | --- | - | - | - | -- | -- | ----- | --- | --- | ----- |
| 1    | POR Portugal | 4   | 2 | 2 | 0 | 6  | 0  | MAX   | 150 | 58  | 2,586 |
| 2    | MAC Macau    | 3   | 2 | 1 | 1 | 3  | 3  | 1,000 | 113 | 100 | 1,130 |
| 3    | IND Índia    | 2   | 2 | 0 | 2 | 0  | 3  | 0     | 45  | 150 | 0,300 |

| 10 de julho de 2009 18:00 Relatório | Macau | 3 – 0                         | Índia   | Complexo Desportivo Municipal do Casal Vistoso |
| 10 de julho de 2009 18:00 Relatório | 25 25 | Set 1 Set 2 Set 3 Set 4 Set 5 | 10 5 10 | Complexo Desportivo Municipal do Casal Vistoso |

| 11 de julho de 2009 14:30 Relatório | Portugal | 3 – 0                         | Índia | Complexo Desportivo Municipal do Casal Vistoso |
| 11 de julho de 2009 14:30 Relatório | 25 25    | Set 1 Set 2 Set 3 Set 4 Set 5 | 6 7   | Complexo Desportivo Municipal do Casal Vistoso |

| 12 de julho de 2009 14:30 Relatório | Macau    | 0 – 3                         | Portugal | Complexo Desportivo Municipal do Casal Vistoso |
| 12 de julho de 2009 14:30 Relatório | 16 12 10 | Set 1 Set 2 Set 3 Set 4 Set 5 | 25 25    | Complexo Desportivo Municipal do Casal Vistoso |

## Quadro de medalhas
| Ordem | País           | Medalha de ouro | Medalha de prata | Medalha de bronze | Total |
| ----- | -------------- | --------------- | ---------------- | ----------------- | ----- |
| 1     | POR Portugal   | 2               | 0                | 0                 | 2     |
| 2     | MAC Macau      | 0               | 2                | 0                 | 2     |
| 3     | CPV Cabo Verde | 0               | 0                | 1                 | 1     |
|       | IND Índia      | 0               | 0                | 1                 | 1     |
| Total | Total          | 2               | 2                | 2                 | 6     |